# Vackebok

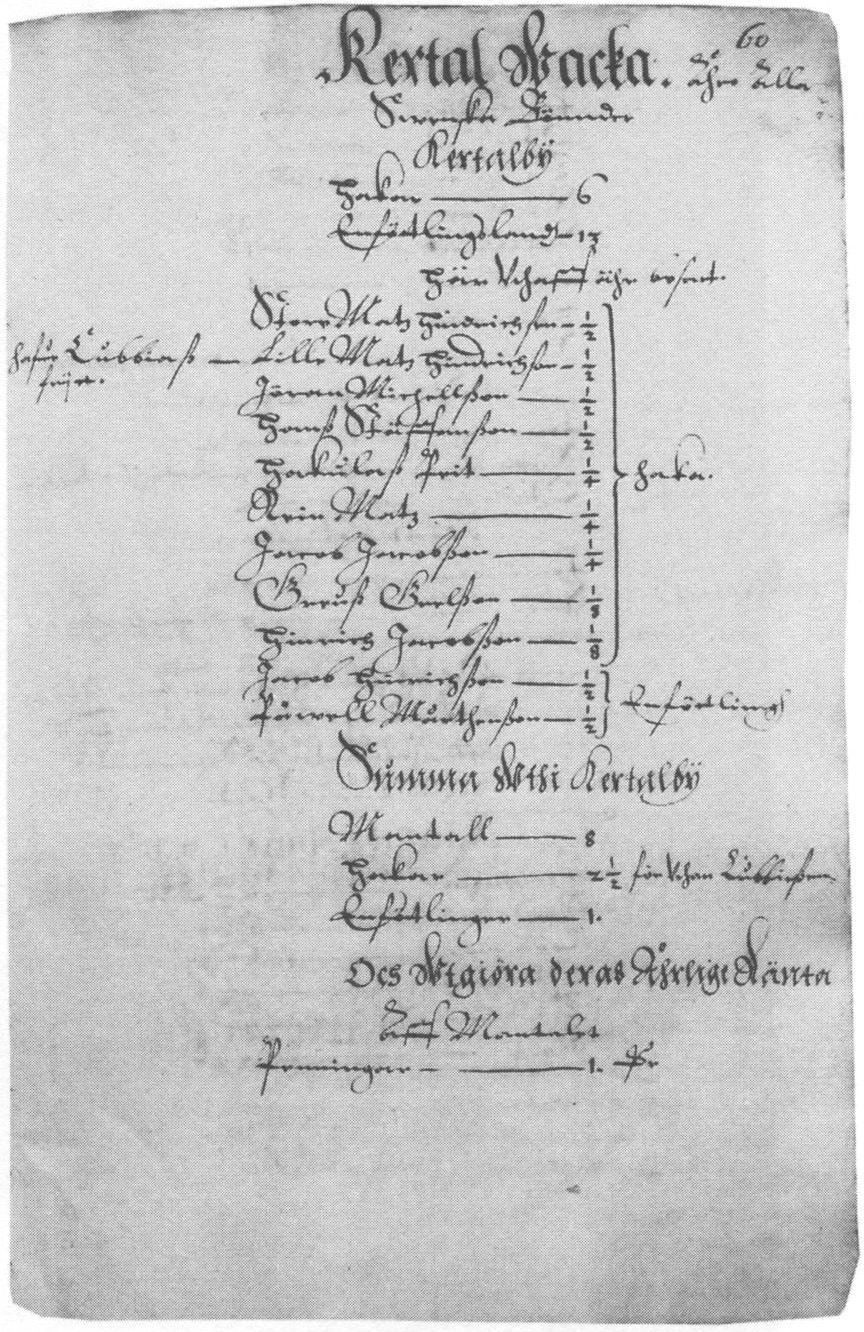
Vackebok från Dagö.

Vackebok är en jordebok som användes i de svenska östersjöprovinserna, där en vacka var en förvaltningsenhet för uppbördsdistrikt, uppbördsrote eller uppbördsmöte. Vackeboken innehöll uppgifter om jorden i en vacka och dess innehavare samt utskylder i pengar och persedlar.